# Барко (Рагуза)
Барко је насеље у Италији у округу Рагуза, региону Сицилија.
Према процени из 2011. у насељу је живело 134 становника. Насеље се налази на надморској висини од 192 м.